# Бансвара (княжество)
Княжество Бансвара — туземное княжество Британской Индии (сейчас — штат Раджастхан, Индия). Правители принадлежали к раджпутскому клану Сисодия.

## История
Государство бансвара было основано в 1527 году . После смерти Равала Удаи Сингха из Вагада в битве при Кхануа в 1527 году, где он сражался вместе с Раной Сангой против Бабура, его территории были разделены на княжества Дунгарпур и Бансвара. Бансвара была отдана Джагмалу Сингху, который стал ее первым правителем .
В 1949 году княжество Бансвара вошло в состав созданного Индийского союза.

## Правители
Правители княжества носили титул Рай Райян. Государство Бансвара стало британским протекторатом 16 ноября 1818 года.

### Рай Райан
- 1527—1544: Джагмал Дасджи Сахиб (? — 1544), сын Удай Сингха Бахадура
- 1544—1550: Джай Сингх Джи Сахиб (? — 1550), младший сын предыдущего
- 1550—1579: Пратап Сингхи Сахиб (? — 1579), сын предыдущего
- 1579—1583: Ман Сингх Джи Сахиб (? — 1583), единственный сын предыдущего
- 1583—1590: Тхакур Ман Сингх Чаухан, феодальный лидер, захвативший власть в княжестве
- 1590—1614: Угра Сен Сахиб (? — 1614), сын Кунвара Шри Кальяна Сингха
- 1614—1615: Удай Сингхи I Сахиб (? — 1615), сын предыдущего
- 1615—1660: Самар Сингхи Сахиб Бахадур (? — 1660), сын предыдущего
- 1660—1688: Кушал Сингх Сахиб Бахадур (? — 1688), сын предыдущего
- 1688—1706: Аджаб Сингх (? — 1706), сын предыдущего
- 1706—1713: Бхим Сингх (? — 1713), сын предыдущего
- 1713—1737: Бишан Сингх (? — 1737), сын предыдущего
- 1737—1747: Удай Сингх II (1733—1747), старший сын предыдущего
- 1747—1786: Притхви Сингх (? — 1786), младший брат предыдущего
- 1786—1816: Биджай Сингх (? — 1816), старший сын предыдущего
- 1816—1819: Умайд Сингх (? — 1819), единственный сын предыдущего
- 1819 — 6 ноября 1838: Бхавани Сингх (1803 — 6 ноября 1838), единственный оставшийся в живых сын предыдущего
- 6 ноября 1838 — 2 февраля 1844: Бахадур Сингх (1788 — 2 февраля 1844), двоюродный брат и приёмный сын предыдущего
- 2 февраля 1844 — 29 апреля 1905: Лакшман Сингх (30 января 1838 — 29 апреля 1905), двоюродный брат предыдущего
- 29 апреля 1905 — 27 декабря 1913: Шамбху Сингх (14 октября 1868 — 27 декабря 1913), старший сын предыдущего
- 27 декабря 1913 — 28 июля 1944: Притви Сингх (15 июля 1888 — 28 июля 1944), старший сын предыдущего, с 2 января 1933 года — сэр Притви Сингх
- 29 июля 1944 — 15 августа 1947: Чандра Вир Сингх (24 декабря 1909 — 6 апреля 1985), старший сын предыдущего.

## Титулярные правители
- 15 августа 1947 — 6 апреля 1985: Чандра Вир Сингх (24 декабря 1909 — 6 апреля 1985), последний правящий раджа Бансвары (1944—1947).
- 6 апреля 1985 — 5 августа 2002: Бхупатипратап Сингх Джи Сахиб Бахадур (23 декабря 1936 — 5 августа 2002), старший сын предыдущего
- 5 августа 2002 — настоящее время: Джагмалджи II Сахиб Бахадур (род. 10 января 1985), единственный сын предыдущего.